# Zmaga Kumer
Zmaga Kumer, slovenska etnomuzikologinja, * 24. april 1924, Ribnica, † 27. december 2008, Gornji Grad.
Študirala je na ljubljanski slavistiki in na zgodovinsko-folklornem oddelku Akademije za glasbo v Ljubljani, kjer je diplomirala 1952. Podiplomski študij je zaključila leta 1955 z doktorsko disertacijo Slovenske priredbe srednjeveške božične pesmi Puer natus in Betlehem.
O glasbenem narodopisju (etnomuzikologiji) je predavala med leti 1953 in 1989, sprva na Akademiji za glasbo in nato tudi na Oddelku za muzikologijo Filozofske fakultete Univerze v Ljubljani. Od 1949 do upokojitve 1988 je bila zaposlena na Inštitutu za glasbeno narodopisje oz. etnomuzikološki sekciji Inštututa za slovensko narodopisje SAZU (sedanji Glasbenonarodopisni inštitut ZRC SAZU v Ljubljani), od 1973 kot znanstvena svetnica. Leta 1995 je postala častna članica ZRC SAZU. 
Ukvarjala se je z etmomuzikologijo in folkloristiko. Na folklorističnem področju je raziskovala predvsem naslednje teme: slovenska ljudska glasba, slovenske ljudske pesmi, tipologija pripovednih pesmi, vloga, zgradba in slog slovenske ljudske pesmi, monografski pregledi posamičnih tipov ljudskih pesmi (kolednice, vojaške, svatbene itn.) Za svoje delo je leta 1989 prejela Murkovo priznanje, leta 1992 Herderjevo nagrado, leta 1998 Zoisovo nagrado za življenjsko delo za raziskave slovenskega ljudskega izročila in leta 2003 Štrekljevo nagrado. Častna občanka Ribnice je postala leta 1992. Bila je tudi zaslužna članica Slovenske matice.
Pripravila je nekaj tematskih pesemskih zbirk (...) 

### Dela
- Kumer, Zmaga: Balada o nevesti detomorilki. Ljubljana: Slovenska akademija znanosti in umetnosti, 1963
- Kumer, Zmaga: Ljudska glasba med rešetarji in lončarji v Ribniški dolini. Maribor: Obzorja, 1968
- Kumer, Zmaga, idr.: Slovenske ljudske pesmi. 1. knjiga. Ljubljana: Slovenska matica, 1970
- Kumer, Zmaga: Slovenska ljudska glasbila in godci. Maribor : Obzorja, 1972
- Kumer, Zmaga: Vsebinski tipi slovenskih pripovednih pesmi = Typenindex slowenischer Erzähllieder. Ljubljana : Sekcija za glasbeno in plesno narodopisje pri Inštitutu za slovensko narodopisje Slovenske akademije znanosti in umetnosti, 1974
- Kumer, Zmaga: Pesem slovenske dežele. Maribor: Obzorja, 1975
- Kumer, Zmaga: Kam bi s to folkloro? Ljubljana: "Naše tromostovje", 1975
- Kumer, Zmaga: Etnomuzikologija: razgled po znanosti o ljudski glasbi. Ljubljana: Filozofska fakulteta, PZE za muzikologijo, 1977
- Kumer, Zmaga: Od Dolan do Šmohora : iz življenja Ziljanov po pripovedovanju domačinov. Celje: Mohorjeva družba, 1981
- Kumer, Zmaga: Ljudska glasbila in godci na Slovenskem, 1983 (Die Volkmusikinstrumente in Slowenien, 1986)
- Kumer, Zmaga: Slovenske ljudske pesmi Koroške. 1. knjiga - Kanalska dolina. Trst: Založništvo tržaškega tiska Celovec: Drava, 1986
- Kumer, Zmaga: Slovenske ljudske pesmi Koroške. 2. knjiga – Ziljska dolina. Trst: Založništvo tržaškega tiska; Celovec: Drava, 1986
- Pesmi in šege moje dežele (zamisel in osnutek Dušica Kunaver ; priprava pesmi in strokovni uvodi Zmaga Kumer ; prikaz šeg Helena Ložar-Podlogar), 1987
- Kumer, Zmaga: Slovenske ljudske pesmi Koroške. 3. knjiga - Spodnji Rož. Celovec: Drava, 1992
- Kumer, Zmaga: Slovenske ljudske pesmi Koroške. 4. knjiga - Zgornji Rož. Ljubljana: Kres, 1996
- Kumer, Zmaga: Vloga, zgradba in slog slovenske ljudske pesmi, 1996
- Kumer, Zmaga: Slovenske ljudske pesmi Koroške. 5. knjiga – Podjuna. Ljubljana: Kres, 1998
- Kumer, Zmaga: Zlati očenaš, 1999
- Kumer, Zmaga: Slovenska ljudska pesem. Ljubljana: Slovenska matica, 2002
- Kumer, Zmaga: Ena urca bo prišla: mrliške pesmi na Slovenskem, 2003
- Kumer, Zmaga: Od pusta do májnice. Celje ; Društvo Mohorjeva družba : Celjska Mohorjeva družba, 2005
- Kumer, Zmaga: Delo in ljudska pesem na Slovenskem. Celje: Društvo Mohorjeva družba: Celjska Mohorjeva družba, 2006
- Kumer, Zmaga: Od Florjanovega do velikega šmarna. Celje : Društvo Mohorjeva družba : Celjska Mohorjeva družba, 2006